# Barbus petitjeani
Barbus petitjeani е вид лъчеперка от семейство Шаранови (Cyprinidae). Видът е уязвим и сериозно застрашен от изчезване.

## Разпространение
Разпространен е в Гвинея.

## Описание
На дължина достигат до 16 cm.
Популацията на вида е нарастваща.